# Zgromadzenie Obywateli
Zgromadzenie Obywateli (fr. Rassemblement des Citoyens, RC) – kongijska partia polityczna będąca partią koalicyjną prezydenckiej większości w Zgromadzeniu Narodowym. Przewodniczącym partii jest Claude Nsilou.

## Historia
Partia została założona przez Claude Nsilou, polityka Kongijskiego ruchu na rzecz Demokracji i Rozwoju Integralnego (MCDDI), który to odszedł z partii najprawdopodobniej ze względu na nie wcielenie go w skład rządu w latach 1995–1996. W 1997 roku wraz z Alexisem Gabou będąc w Paryżu poparli Denisa Sassou-Nguesso, a w czerwcu 1998 roku powołał nową partię – Zgromadzenie Obywateli.
W wyborach parlamentarnych w maju 2002 roku partia zdobyła jedno miejsce w Zgromadzeniu Narodowym, zajął je Claude Nsilou uzyskując elekcję w drugiej turze, kandydując z okręgu Makélékélé. W wyborach parlamentarnych w czerwcu 2007 roku Nsilou był jedynym deputowanym, który uzyskał elekcję z list RC, kandydował z okręgu Bacongo. W wyborach parlamentarnych w 2012 roku partia zdobyła 3 mandaty, a w wyborach parlamentarnych w 2017 roku ponownie uzyskała tylko jeden mandat. W wyborach do Senatu w 2023 roku partia nie utrzymała mandatów w izbie wyższej.

## Wyniki wyborcze
| Data wyborów | Ilość mandatów | +/– |
| ------------ | -------------- | --- |
| 2002         | 1/129          | –   |
| 2007         | 1/137          | –   |
| 2012         | 3/136          | 2   |
| 2017         | 1/151          | 2   |

| Data wyborów | Ilość mandatów | +/– |
| ------------ | -------------- | --- |
| 2017         | 1/72           | –   |
| 2023         | 0/72           | 1   |